# حسين أباد (ريغستان)
حسین أباد (بالفارسية: حسین‌آباد) هي منطقة سكنية تقع في إيران في أصفهان. يقدر عدد سكانها بـ 52 نسمة .